# Tetraria gracilis
Tetraria gracilis är en halvgräsart som beskrevs av William Bertram Turrill. Tetraria gracilis ingår i släktet Tetraria och familjen halvgräs. Inga underarter finns listade i Catalogue of Life.